# Erik Stensiö
Erik Helge Osvald Stensiö (Döderhult, Condado de Kalmar, 2 de outubro de 1891 — 11 de janeiro de 1984) foi um paleozoólogo sueco.
Foi um especialista na anatomia e evolução dos vertebrados inferiores. Seus estudos sobre os placodermos mostraram que estão relacionados com os tubarões modernos.
Foi eleito membro estrangeiro da Royal Society em 1946. Laureado com a Medalha Wollaston de 1953 pela Sociedade Geológica de Londres, com a Medalha Linneana de 1957 e com a Medalha Darwin-Wallace de 1958, ambas pela Sociedade Linneana de Londres.

## Obras
- "Triassic fishes from Spitzbergen" (parte I: Viena 1921; parte II: Estocolmo 1925)